# Konuș, Plovdiv
Konuș (în bulgară Конуш) este un sat în comuna Asenovgrad, regiunea Plovdiv,  Bulgaria. 

## Demografie
Componența etnică a satului Konuș
     Bulgari (98,35%)
     Nicio identificare (1,64%)
     Altele (0%)
La recensământul din 2011, populația satului Konuș era de 729 locuitori. Din punct de vedere etnic, majoritatea locuitorilor (98,35%) erau bulgari. Pentru 1,64% din locuitori nu este cunoscută apartenența etnică.